# Dougong
Dougong (kitajsko: 斗拱; pinjin: dǒugǒng; dobesedno 'kapa [in] blok') je strukturni element prepletenih lesenih nosilcev, eden najpomembnejših v tradicionalni kitajski arhitekturi. Vizualno privlačne in zelo kompleksne strukture, ki podpirajo strehe, uporabljajo lesene spoje, vstavljene v stebre in slope.
Uporaba dougonga se je prvič pojavila v stavbah poznih stoletij pr. n. št. in se je razvila v strukturno mrežo, ki je povezovala stebre in slope z okvirjem strehe. Dougong so stari Kitajci pogosto uporabljali v obdobju pomlad jesen (770–476 pr. n. št.) in se je do vrhunca v obdobjih Tang in Song razvil v kompleksen niz prepletenih delov. Kosi so med seboj povezani samo s lesnimi zvezami brez lepila ali pritrdilnih elementov, kar zahteva natančno tesarstvo.
Po dinastiji Song so nosilci in kompleti nosilcev, ki so se uporabljali v palačah in pomembnih verskih stavbah, postali bolj okrasni kot strukturni in niso več ustrezali opisu tradicionalnega dougonga.

## Funkcija
Dougong je del mreže lesenih podpor, ki so bistvenega pomena za strukturo lesenega okvirja tradicionalne kitajske gradnje. Ker stene v teh konstrukcijah niso nosilne, so včasih izdelane iz rešetk, blata ali drugega občutljivega materiala. Stene so služile za razmejitev prostorov v strukturi in ne za podporo teže.
Več prepletenih sklopov nosilcev se oblikuje tako, da se velik leseni blok (dou) postavi na steber, da se zagotovi trdna podlaga za drug lesen nosilec v obliki loka (gong), ki podpira tram ali drug gong nad njim. Funkcija dougonga je zagotoviti večjo podporo za vodoravne nosilce, ki se raztezajo čez navpične stebre ali slope, s prenosom teže preko večje površine nosilca v vsak steber. Ko je dodanih več nosilcev dougong, teža strehe stisne spoje in enakomerno porazdeli težo po celotni strukturi. Na ta način posamezni elementi niso nagnjeni k cepljenju ali razpokanju, sistem prepletenih nosilcev pa se ne more raztresti ali razbiti pod obremenitvijo. Več dougongov ustvarja tudi elastičnost in omogoča strukturam, da prenesejo poškodbe zaradi potresov. Obstaja približno 30 kombinacij s preprostimi različicami za ustvarjanje različnih struktur, vendar glavno načelo ostaja enako.
Med dinastijama Tang in Song se je dougong v glavnem uporabljal kot gradbena konstrukcija, ki je nosila težo strehe brez prevelikega dekorativnega učinka.
Med dinastijo Ming so inovacije prinesle izum novih lesenih komponent, ki so dougongu pomagale pri podpiranju strehe. To je dougongu omogočilo, da je stavbam dodal dekorativni element, ki ponazarja tradicionalno kitajsko integracijo umetnosti in funkcije. Kompleti nosilcev so postali manjši in številčnejši, nosilce pa je bilo mogoče obesiti pod napušč, kar je dajalo videz elegantnih košaric rož, medtem ko so še naprej podpirale streho.
Tempelj Bao'en v Sečuanu je dober primer sloga Ming. Ima oseminštirideset vrst in 2200 kompletov dougongov, ki ga podpirajo in krasijo. To je dobro ohranjen samostanski kompleks iz 15. stoletja, ki je v severozahodni provinci Sečuan na Kitajskem. Zgradil ga je Wang Xi, lokalni poglavar, med letoma 1440 in 1446 v času vladavine cesarja Yingzonga (1427–64) v dinastiji Ming (1368–1644).

## Gradbeni sistem na Japonskem
Večdelni konzolni sistemi se na Japonskem imenujejo tokjō: dou se imenuje daito, gong pa hidžiki.